# 电子游戏设计
电子游戏设计是指，在电子游戏预制作阶段设计主题和规则，以及在制作阶段设计游戏性、环境、情节和角色的过程。游戏设计师和电影导演颇为相似；设计师构想游戏，并监督游戏艺术和技术要素满足他们的构想。电子游戏设计除了艺术和技术能力外，还要求文学技巧 。在电子游戏业，电子游戏设计常简称为更通用的术语“游戏设计”。

## 相關職業
电子游戏设计师则是专门从事电子游戏设计的职业，是游戏性的设计者，构思设计游戏规则与体系。许多设计师的职业生涯从测试部门、其他开发职务或课堂情境中开始，可以直接看出其他人的错误。
游戏策划，遊戲企劃（日语：ゲームプランナー）是東亞電子遊戲業界的一種職稱，源於日本，後傳到台灣和中國大陸，泛指遊戲開發中製作人、設計師、編劇等職位。
日本遊戲業界和西方不同，遊戲開發不是由設計師主導，而是由製作人主導，另外設立游戏策划一職位負責設計企劃、專案管理和除錯等內容，並不深入參與到遊戲開發中，而設計師是負責將企劃內容製作成遊戲，部分專案製作人會兼任策划一職位。日本這種職業劃分影響到東亞台灣和中國大陸等地，隨著中國大陸遊戲產業的發展，游戏策划的業務開始細分和擴大化，形成一套策划體系。在中國大陸，遊戲專案第一負責人是製作人，其次為主策划，在確認專案開發方向後，會根據開發需求設立具體的策划，如第一人称射击游戏中負責槍械手感的策划，多人在线战斗竞技场游戏中負責角色設計的策划等等。同時由於中國大陸遊戲開發起步慢，遊戲設計師負責的工作也被拆分成文案策划、系统策划、数值策划一類的職位，隨著網絡遊戲的發展，部分業務又拆分成專門的職位，如負責經濟系統的商城策划、負責玩家需求的功能策划、負責遊戲活動的活动策划等等。一般新人稱為执行策划。

### 職業分类
以常见游戏设计策划工作为例，游戏设计或策划可以按工作范围简单分为几个类别：
- 主设计师（主策划）协调其他设计师的工作，是游戏主要构思人[16][17]。主设计师要保证团队交流、做出重大设计决议，提出团队外的设计[18]。主设计师通常對技术和艺术明锐[19]。主设计师还要保障说明文档良好[20]。主设计师可以是游戏开发商的创办人，若游戏概念由发行商提出，主设计师也可能是发行商指派的，
- 游戏机制设计师或系统设计师（系统策划）设计并游戏规则并负责平衡[17]。
- 关卡设计师（关卡策划）或环境设计师是近几年凸显重要性的职位。关卡设计师是游戏环境、关卡和任务的设计者[21][22][23][24]。
- 文案策划，主要负责游戏世界观的解构及故事情节(任务)的描述。
- 数值策划，具体设计游戏相关数值，包括了所有游戏内涉及的相关数字与算法，小到怪物的血量变化趋势，大到BOSS的掉落表都需要设计合理的算法和公式。

亦有人将游戏策划分为负责整体设计的“主策划”和负责具体设计的“执行策划”等分类方法。

### 职业收入
在西方2010年时，由六年以上经验的游戏设计师年均收入6.5万美元，三到六年经验得到平均为5.4万美元，不足三年的平均4.4万。三至六年经验的主设计师收入7.5万，六年以上经验的为9.5万。2013年时，不足三年经验的设计师平均5.5万。超过六年的平均10.5万。设计师的平均年薪因地域而异。